# Andrej Ešpaj
Andrej Jakovlevič Ešpaj (rusky Андрей Яковлевич Эшпай; 15. května 1925, Kozmoděmjansk, Marijsko, Sovětský svaz – 8. listopadu 2015 Moskva) byl ruský hudební skladatel marijského původu.

## Život
Hudbou byl ovlivněn již od malička. Jeho otec Jacob A. Ešpai byl jedním z prvních marijských profesionálních hudebních skladatelů. Působil také jako dirigent, učitel, muzikolog a folklorista. Nadaný byl také v malířském umění. Je autorem prvních marijských instrumentálních děl určených pro orchestr, sbíral marijské lidové písně a mnoho let působil v Marijském národním jazykovém institutu. Andrejova matka Valentine, též marijského původu, byla odbornicí přes ruské národní lidové písně.
Od roku 1928 žila rodina v Moskvě. Zde se již ve třech letech začal Andrej učit hrát na piano, ale pro hyperaktivitu učení zanechal. O rok později začal navštěvovat Gněsinovu hudební školu. Už zde se projevila jeho genialita, v tom, že se nemusel učit zpaměti stupnice. Díky svému hudebnímu sluchu byl schopen je zahrát bez jakékoli přípravy. Školu dokončil roku 1941. Jeho hudební vzdělávání bylo přerušeno druhou světovou válkou, které se účastnil jako dobrovolník. Nejprve absolvoval výcvik a koncem roku 1944 byl nasazen v jednotkách Prvního běloruského frontu. Po demobilizaci se stal studentem Moskevské konzervatoře v oboru skladba a hra na klavír. Dobré výsledky mu otevřely cestu k vyššímu vzdělání. V roce 1952 se stal nejmladším členem Svazu sovětských skladatelů a 1953 absolvoval konzervatoř.
Byl ženatý s pianistkou Alexandrou Michailovnou a má dva syny, Valentina a filmového režiséra Andreje.

## Dílo
Ešpajova tvorba je silně ovlivněna lidovou marijskou hudbou, v čemž navazuje na svého otce. Kromě něj byl ovlivněn slavnými hudebními skladateli, jako byli Béla Bartók, Sergej Prokofjev, Nikolaj Jakovlevič Mjaskovskij a další. V některých dílech jsou prvky jazzové hudby. Typickými znaky jeho hudby jsou vitálnost, melodičnost a disonantnost. Svoje první skladby napsal jako student konzervatoře, například Sonatinu pro klavír, skladby pro housle, klarinet a flétnu, Ukolébavku a Tanec pro dva klavíry. Na památku svého učitele napsal Druhý houslový koncert (1977).
Dne 25. ledna 1953 mělo premiéru jeho dílo Maďarské melodie v Koncertní síni Petra Iljiče Čajkovského v Moskvě v podání Státního symfonického orchestru SSSR a za dílo získal první cenu pro mladé skladatele na Festivalu mládeže ve Varšavě (1955). O čtyři roky později získal první cenu na Festivalu mládeže v Moskvě za svůj Houslový koncert.
Kromě klasické hudby je i autorem filmové hudby.

## Ocenění
Za hrdinství ve druhé světové válce obdržel různá vyznamenání včetně Řádu Rudé hvězdy (1945). Další ocenění dostal za uměleckou tvorbu, např. Řád Rudého praporu práce (1971), titul národní umělec RSFSR, státní cena SSSR (za kantátu Lenin s námi), národní umělec SSSR (1981), Řád Lenina (1985), Řád Za zásluhy o vlast IV. stupně (2000), Řád Přátelství (2010).

## Seznam děl

### Orchestrální skladby
- Symfonie č. 1 es moll (1959)
- Symfonie č. 2 a moll Chvála světla (1962)
- Symfonie č. 3 Památce mého otce (1964)
- Symfonie č. 4 Symfonie-Balet (1980/81)
- Symfonie č. 5 (1985)
- Symfonie č. 6 Liturgická pro baryton, sbor a orchestr (1989)
- Symfonie č. 7 (1991/92)
- Symfonie č. 8 (2000)
- slavnostní předehra Kremelský orloj (1970)
- symfonická báseň Simon Bolívar (1980-81)
- Kontury pro komorní orchestr s velkou skupinou smyčců (2007)

### Koncerty
- Klavírní koncert č. 1 fis moll (1954)
- Klavírní koncert č. 2 (1972)
- Houslový koncert č. 1 g moll (1956)
- Houslový koncert č. 2 (1977)
- Houslový koncert č. 3 Bartókovský (1990-92)
- Houslový koncert č. 4 (1994)
- Maďarské melodie, rapsodie pro housle a orchestr (1952/53)
- Violový koncert (1987)
- Hobojový koncert (1982)
- Koncert pro soprán-saxofon a orchestr (1986)
- Flétnový koncert (1992) ad.

### Komorní skladby a klavírní hudba
- 2 sonáty pro violy (1966, 1970)
- Sonáta pro violoncello (1990)
- Marijské písně a tance, 29 klavírních skladeb (1948-71)
- další klavírní skladby a cykly

### Balety
- Angara (1976)
- Kruh (1980)
- Pamatujte! (1981)

### Operety
- Není nade mne šťastnějšího (1968, s názvem Sedmé nebe 1972)
- Milovat se zakazuje (s názvem Svatba podle losu 1973)

### Filmová hudba
- Stranicy bylogo (1957)
- První láska (1957)
- Nočnoj patrul (1957)
- Četvěro (1958)
- Zítra bude pozdě (1959)
- Stíny za tebou (1959)
- Žažda (1960)
- Silneje uragana (1960)
- Vremja letnich otpuskov (1960)
- Setkání po letech (1961)
- Kariéra Dimy Gorina (1961)
- Strojvůdce, který řídil vlak (1961)
- Kapronovje seti (1963)
- Prichodite zavtra (1963)
- Pervyj trolejbus (1963)
- Pokořitelé nebe (1963)
- A jaké je moře? (1964)
- Krinicy (1965)
- Luška (1965)
- Ženy zůstaly samy (1967)
- Major Vichr (1967)
- Babyje carstvo (1967)
- Pobočník jeho Excelence (TV seriál, 1969)
- Kremelský orloj (TV film, 1970)
- Direktor (1970)
- Malyš i Karlson, kotoryj živjot na kryše (TV film, 1971)
- Sedmoje nebo (1971)
- Sibiřanka (1972)
- Těň (1972)
- Parašuty na derevjach (1973)
- Není návratu (1973)
- Naznačenije (TV minisérie, 1973)
- Děti Vaňušina (1973)
- Zvězda ekrana (1974)
- Semja Ivanovych (1975)
- Rudin (1976)
- Prestuplenie (1976)
- Krčma na Pjatnické ulici (1978)
- Pusk (TV miniserie, 1978)
- Odnokašniki (TV film, 1978)
- Jemeljan Pugačov (1979)
- Dolgij puť v labirinte (TV miniserie, 1981)
- Záře nad Sibiří (1982)
- Příprava k bitvě (1982)
- Můžeme se vzít (1982)
- Domoj! (1982)
- Davaj poženimsja (1982)
- Formula sveta (1982)
- Predislovie k bitve (1983)
- Rasstavanija (1983)
- Pozdňaja ljubov (TV film, 1983)
- Kogda igrali Bacha (1983)
- Ekzamen na bessmertije (1983)
- Zvezdochyot (TV miniserie, 1986)
- Ja vožatyj forposta (TV film, 1986)
- Ivan Veliky (1987)
- Serdce nět kameň (TV film, 1989)
- Unižennyje i oskorbljonnyje (1991)
- Ja svoboděn, ja ničej (1994)
- Liza i Eliza (1995)
- Umirať legko (1999)
- Ivan Groznyj (TV seriál, 2009)
- Elizium (2010)
- Kuprin. Vpotmach (TV seriál, 2014)
- Vzroslyje dočeri (TV seriál, 2015)

### Další díla
Více než 100 písní, komorní díla (např. smyčcový kvartet na památku Dmitrije Šostakoviče Concordia discordans) a díla pro sólové nástroje, sbor Z prvního čtení sv. apoštola Pavla Korinťanům (1968), kantáta Lenin s námi (1968).